# Brangues
Brangues település Franciaországban, Isère megyében. Lakosainak száma 620 fő (2022. január 1.). Brangues Lhuis, Saint-Victor-de-Morestel, Groslée-Saint-Benoît és Le Bouchage községekkel határos.

## Népesség
A település népességének változása:
| Lakosok száma | 363  | 369  | 388  | 554  | 604  | 616  | 626  | 632  | 633  | 620  |
|               | 1968 | 1982 | 1990 | 2006 | 2013 | 2015 | 2017 | 2019 | 2020 | 2022 |